# 오일 필터

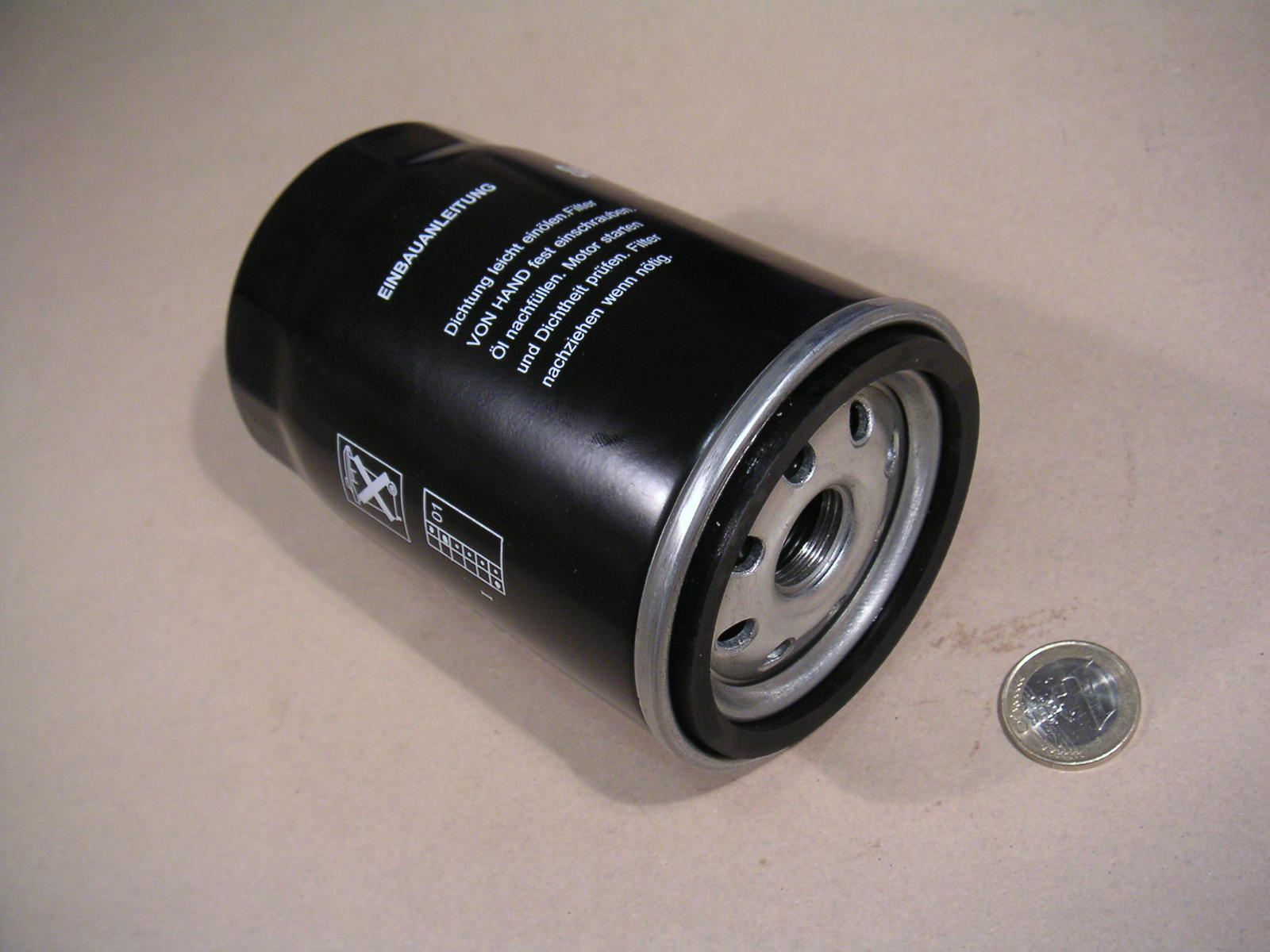
회전식 오일 필터, 환형 씰 및 나사 식 나사 표시

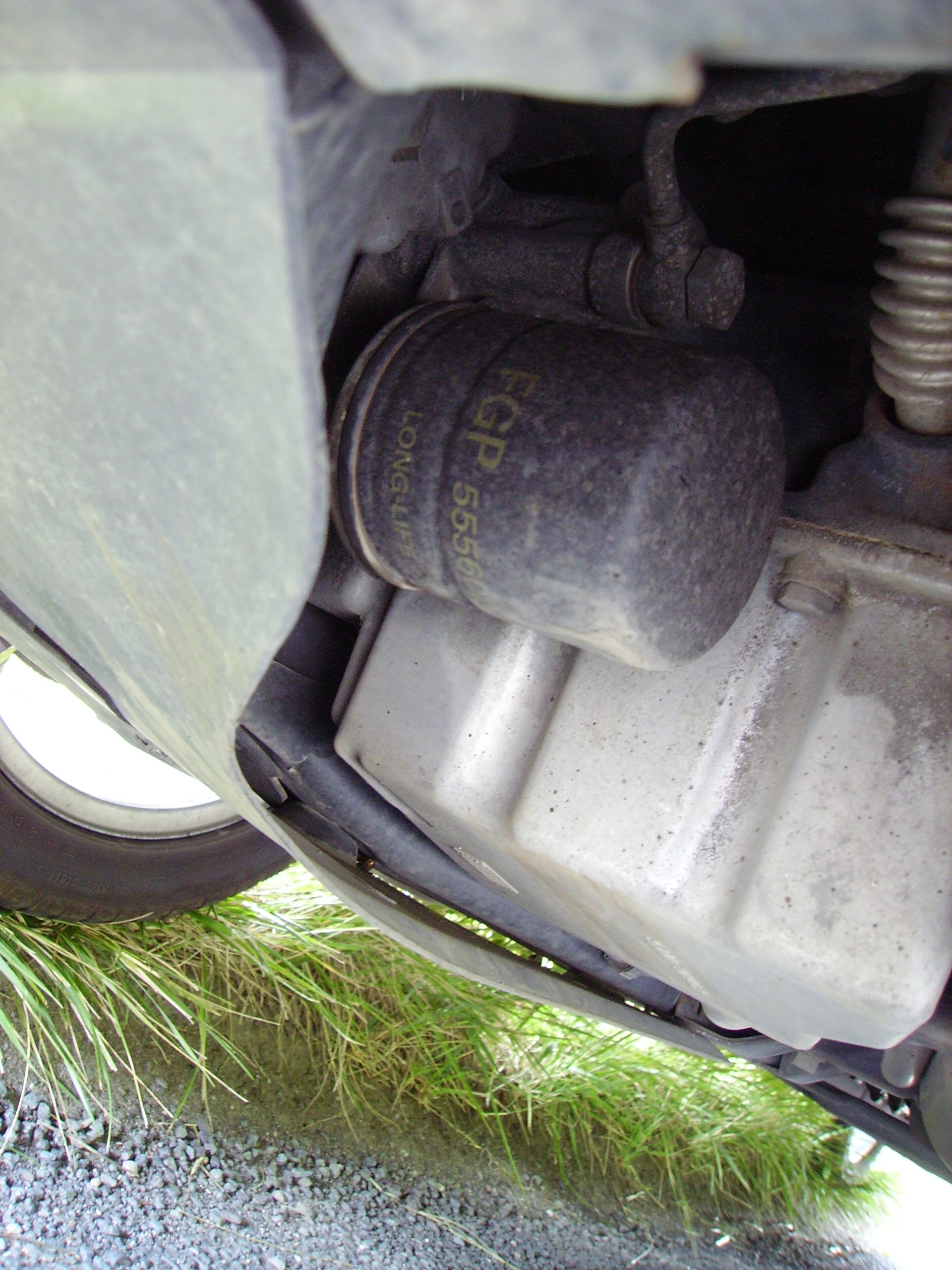
Saab의 스핀 온 오일 필터

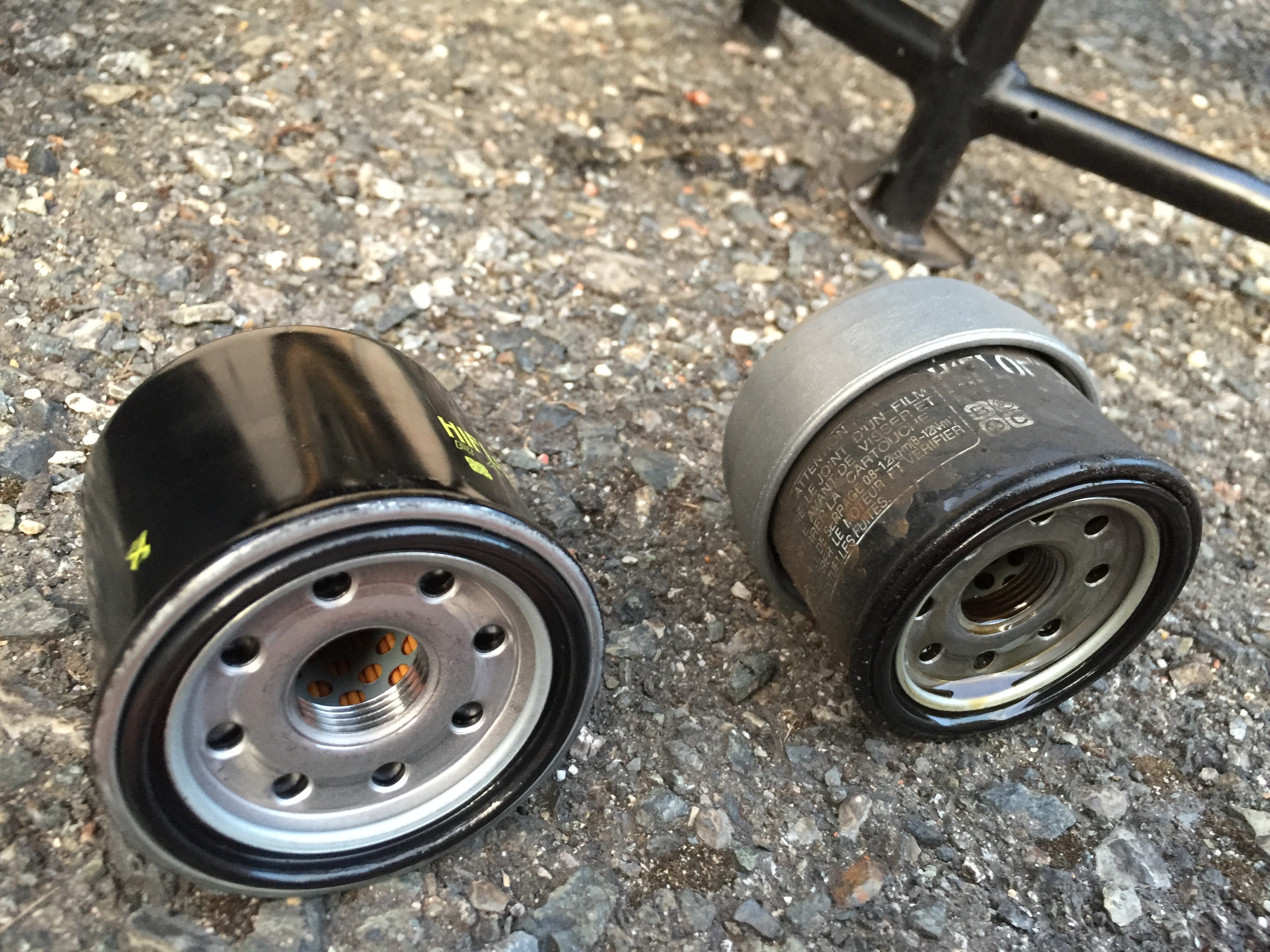
새 필터 (왼쪽) 및 중고 필터 (오른쪽) 오토바이 오일 필터

오일 필터(영어: Oil filter)는 엔진 오일, 변속기 오일, 윤활유 또는 유압 오일에서 오염 물질을 제거하도록 설계된 필터이다. 주요 용도는 자동차 (온로드 및 오프로드 모두), 동력 항공기, 철도 기관차, 선박과 보트, 그리고 발전기 및 펌프와 같은 정적 엔진을 위한 내부 연소 엔진에 있다. 자동 변속기와 파워 스티어링 장치와 같은 다른 차량 유압 시스템에는 종종 오일 필터가 장착되어 있다. 제트 항공기와 같은 가스 터빈 엔진도 오일 필터를 사용해야 한다. 오일 필터는 다양한 유형의 유압 기계에 사용된다. 석유 산업 자체는 석유 생산, 석유 펌핑 및 석유 재활용을 위해 필터를 사용한다. 최신 엔진 오일 필터는 "풀 플로우"(인라인) 또는 "우회식"경향이 있다.

## 역사
초기 자동차 엔진에는 오일 필터가 없었으며 오일펌프 흡입구에 기초적인 메쉬 체만 배치되었다. 결과적이고 일반적으로 사용할 수 있는 오일의 품질이 낮으므로 매우 빈번한 오일 교체가 필요했다. "Purolator" 오일 필터는 자동차용 최초의 오일 필터였다. 그것은 여과 산업에 혁명을 일으켰으며 오늘날에도 여전히 생산되고 있다. Purolator는 우회 필터로, 대부분의 오일이 오일 섬프에서 엔진의 작동 부품으로 직접 펌핑되는 반면, 더 적은 비율의 오일이 두 번째 유동 경로를 통해 필터를 통해 보내져 시간이 지남에 따라 오일을 여과했다.

## 우회 및 전체 흐름

### 전체 흐름
전체 흐름 시스템에는 여과기를 통해 압축된 오일을 엔진 베어링으로 보내는 펌프가 있으며, 그 후 오일은 중력에 의해 섬프로 되돌아간다. 건식 섬프 엔진의 경우 섬프에 도달한 오일은 두 번째 펌프에 의해 원격 오일 탱크로 배출된다. 풀 플로우 필터의 기능은 마모로부터 엔진을 보호하는 것이다.

### 우회식
현대식의 우회 식 오일 필터 시스템은 메인 오일펌프의 블리드가 우회 식 필터로 오일을 공급한 다음 오일이 엔진으로 전달되지 않고 기름통 또는 오일 탱크로 되돌아가는 보조 시스템이다. 우회의 목적은 오일을 좋은 상태로 유지하고 먼지, 그을음 및 물이 없도록 2차 여과 시스템을 갖추어 전체 흐름 필터가 막히지 않도록 하는 것이다. 원래 상업용 및 산업용 디젤 적용(유지 보수 비용 절감)에 사용된 우회식 오일 필터는 개인 소비자 적용에서 더욱 보편화되고 있다.(우회식이 전체 흐름 시스템 내에서 가압된 오일 공급을 손상하지 않는 것이 필수적이다. 이러한 손상을 방지하는 한 가지 방법은 우회 시스템을 완전히 독립적으로 만드는 것이다).

## 압력 릴리프 밸브

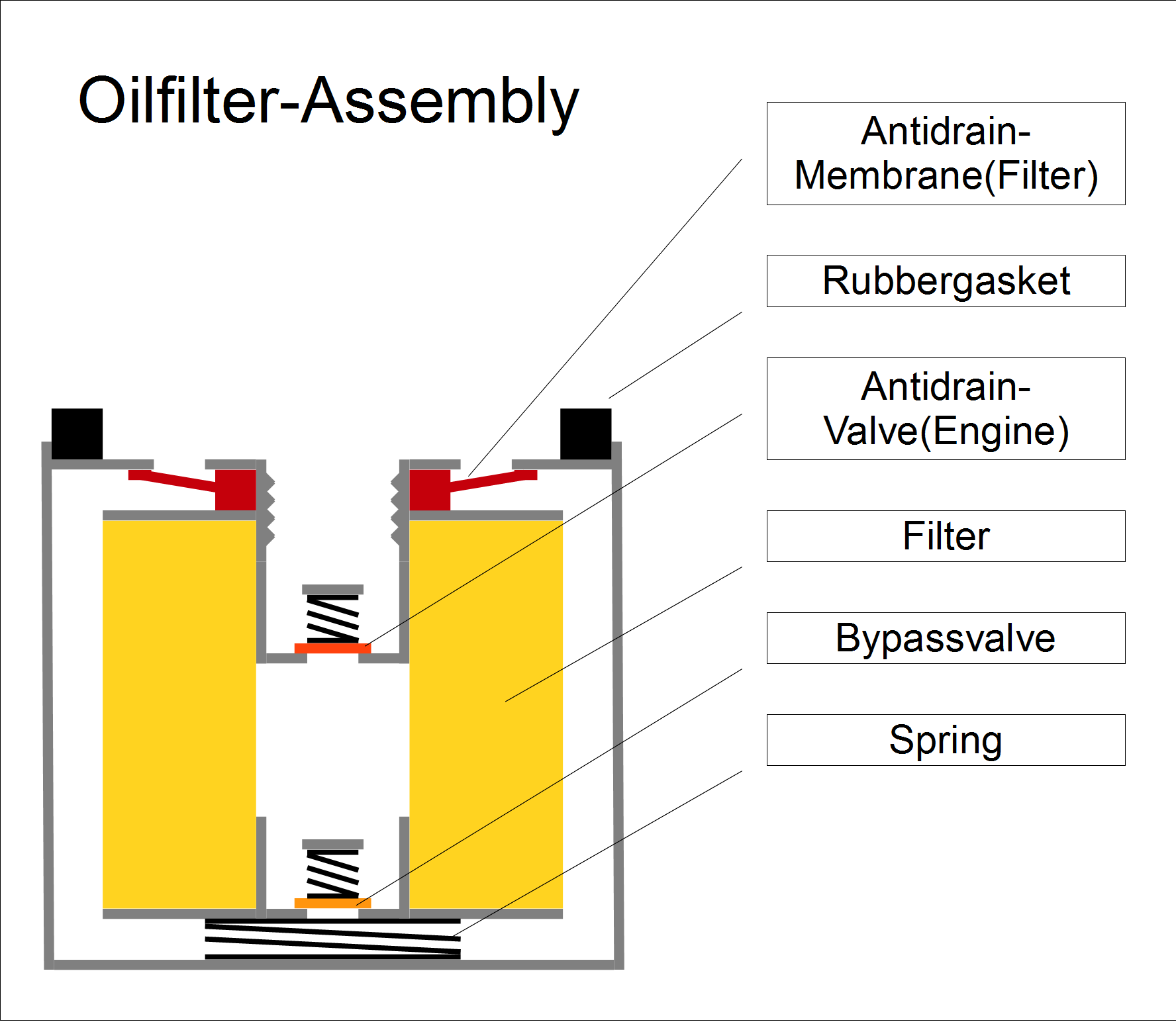
오일 필터 카트리지 및 내부 구조

대부분의 가압 윤활 시스템에는 과압 릴리프 밸브가 통합되어 있어 유량 제한이 과도할 경우 오일이 필터를 우회하여 엔진을 오일 부족으로부터 보호한다. 필터가 막히거나 추운 날씨로 인해 오일이 두꺼워지면 필터 우회가 발생할 수 있다. 과압 릴리프 밸브는 종종 오일 필터에 통합된다. 오일이 배출되는 경향이 있도록 장착된 필터는 일반적으로 엔진 (또는 기타 윤활 시스템)이 종료 된 후 필터에 오일을 유지하기 위해 배출 방지 밸브를 통합한다. 이는 시스템이 다시 시작되면 오일 압력 축적이 지연되는 것을 방지하기 위해 수행된다. 배수 방지 밸브가 없으면 가압 오일이 엔진의 작동 부품으로 이동하기 전에 필터를 채워야 한다. 이러한 상황은 초기 오일 부족으로 인해 움직이는 부품의 조기 마모를 유발할 수 있다.

## 오일 필터의 종류

### 기계적
기계 설계는 대량 재료(면 폐기물 등) 또는 주름진 여과지로 만들어진 요소를 사용하여 부유 오염물을 포획하고 격리한다. 재료가 여과 매체 위에(또는 안에) 축적됨에 따라 오일 흐름이 점진적으로 제한된다. 이를 위해서는 필터 요소, 또는 요소를 별도로 교체할 수 없는 경우에는 전체 필터를 주기적으로 교체해야 한다.

#### 카트리지 및 스핀 온
초기 엔진 오일 필터는 카트리지 (또는 교체할 수 있는 요소) 구조였으며 영구 하우징에는 교체할 수 있는 필터 요소 또는 카트리지가 포함되어 있었다. 하우징은 엔진에 직접 장착되거나 엔진에 연결되는 공급 및 리턴 파이프와 함께 원격으로 장착된다. 1950년대 중반에 스핀 온 오일 필터 설계가 도입되었다. 마운트에서 나사를 풀고 폐기하고 새것으로 교체해야 하는 독립형 하우징 및 요소 어셈블리다. 이에 따라 필터 교체가 더 편리하고 잠재적으로 덜 지저분해졌으며 빠르게 세계 자동차 제조업체가 설치하는 주요 오일 필터 유형이 되었다. 변환 키트는 원래 카트리지 유형 필터가 장착된 차량용으로 제공되었다.1990년대에 유럽 및 아시아 자동차 제조업체들은 특히 필터 교체 시마다 폐기물이 적게 발생하기 때문에 교체할 수 있는 요소 필터 구조로 되돌아가기 시작했다. 미국 자동차 제조업체들도 마찬가지로 교체할 수 있는 카트리지 필터로 전환하기 시작했으며, 인기 있는 응용 분야를 위해 스핀 온에서 카트리지 유형 필터로 변환할 수 있는 개조 키트가 제공된다.시중에서 판매되는 자동차 오일 필터는 설계, 재료 및 구성 세부 사항이 다양하다. 내부에 포함된 금속 배출 실린더를 제외하고 완전히 합성된 재료로 만들어진 것은 여전히 우세한 전통적인 판지/셀룰로오스/종이 유형보다 훨씬 우수하고 오래 지속된다. 이러한 변수는 필터의 효율성, 내구성 및 비용에 영향을 준다.

### 마그네틱
마그네틱 필터는 영구 자석 또는 전자석을 사용하여 강자성 입자를 포착한다. 자기 여과의 장점은 필터를 유지하려면 자석 표면의 입자를 청소하기만 하면 된다는 것이다. 차량의 자동 변속기는 유체 팬에 자석이 있어 자성 입자를 격리하고 매체형 유체 필터의 수명을 연장하는 경우가 많다. 일부 회사는 오일 필터 또는 마그네틱 드레인 플러그의 외부에 부착되는 자석을 제조하고 있다. 1930년대 중반에 자동차와 오토바이용으로 처음 발명되고 제공되었다.이러한 장치의 효과에 대한 논의가 계속되고 있지만 이러한 금속 입자를 포착하는 데 도움이 된다.

### 침강
침전 또는 중력층 필터를 사용하면 오일보다 무거운 오염 물질이 중력의 영향을 받아 용기 바닥에 가라앉을 수 있다.

### 원심 분리기
원심 분리기 오일 클리너는 다른 원심 분리기와 동일한 방식으로 중력이 아닌 원심력을 사용하여 오일에서 오염 물질을 분리하는 회전식 침전 장치다. 가압된 오일은 하우징 중앙으로 들어가 드럼 로터로 들어가 베어링과 씰에서 자유롭게 회전한다. 로터에는 드럼을 회전시키기 위해 내부 하우징의 오일 흐름을 지시하도록 배열된 두 개의 제트 노즐이 있다. 그런 다음 오일은 하우징 벽의 바닥으로 미끄러져 입자 성 오일 오염물이 하우징 벽에 달라붙게 된다. 하우징은 주기적으로 청소해야 한다. 그렇지 않으면 입자가 드럼 회전을 멈출 수 있는 두께로 축적된다. 이 상태에서는 여과되지 않은 오일이 재순환된다. 원심 분리기의 장점은 다음과 같다.
1. 세척된 오일이 오일보다 무거워 바닥에 침전되어 배수될 수 있는 모든 물에서 분리될 수 있다(물이 오일로 유화되지 않은 경우).
2. 기존 필터보다 막힐 가능성이 훨씬 작다. 오일 압력이 원심 분리기를 회전하기에 불충분하면 기계적으로 또는 전기적으로 구동될 수 있다.

참고로, 일부 스핀 오프 필터 원심 분리기로 설명되지만 진정한 원심 분리기는 아니다. 오히려 오일은 오염 물질이 필터 외부에 달라붙는 것을 돕는 원심 소용돌이가 있는 방식으로 향한다.

### 고효율 (HE)
고효율 오일 필터는 오일 배출 간격을 연장할 수 있다고 주장하는 일종의 우회 필터다. HE 오일 필터는 일반적으로 3마이크로미터의 기공 크기를 가지며, 연구 결과 엔진 마모가 감소하는 것으로 나타났다.일부 함대는 배수 간격을 최대 5~10배 늘릴 수 있었다.

## 오일 시스템의 필터 배치
청결에 따라 비용이 급격히 증가하기 때문에 오일을 얼마나 청결해야 하는지 결정하는 것이 중요하다. 오염 제어 프로그램에 대한 최적의 목표 청정도 수준을 결정한 후 많은 엔지니어는 필터 위치를 최적화하는 프로세스에 어려움을 겪는다. 효과적인 고체 입자 침투 균형을 보장하기 위해 엔지니어는 필터가 보호용인지 오염 제어용인지 아닌지, 유지 보수를 위한 접근 용이성, 목표 세트의 과제를 충족하기 위해 고려되는 장치의 성능과 같은 다양한 요소를 고려해야 한다.

## 같이 보기
- 공기여과기
- 연료 여과기
- 보쉬 (기업) : 독일의 유명 제조사. 중국 OEM도 과감히 제조하여 많은 양의 오일 필터를 제조 중.
- 덴소 : 일본의 유명 제조사.
- 현대모비스 : 한국의 유명 제조사.